# تغذية متوازنة
تعتبر التغذية السليمة هي الدعامة الرئيسية للصحة، وعند حدوث أي نقص في التغذية فإن مقاومة الجسم للأمراض تكون ضعيفة وتطول أعراض المرض. هذا بالإضافة إلى أن التغذية المتوازنة والصحية أساس الوقاية من الأمراض، بخاصة أمراض العصر مثل أمراض القلب وداء السكري وارتفاع ضغط الدم والسمنة.

## هرم التغذية الصحي
بعد دراسات مستفيضة أنشأت كلية الصحة العامة بجامعة هارفارد مخطط الهرم الغذائي، يسهل على الناس معرفة التغذية السليمة. وتمثل قاعدة الهرم المأكولات التي يجب على الإنسان «الإكثار» منها في غذائه ومن ضمنها: الخضروات والفاكهة الطازجة، زيت الزيتون وزيت عباد الشمس، ونشويات مثل الأرز والمعكرونة والبطاطس والخبز. وترمز قمة الهرم إلى المأكولات التي يجب على الشخص التقليل منها مثل: اللحم الأحمر والسمن والزبدة والمشروبات السكرية. بين القاعدة والقمة يوجد في المخطط الهرمي طبقتين متوسطتين، السفلى: لحم دواجن بقوليات، والعليا جبن ومنتجات ألبان.
وقد توصلت عدة كليات تهتم بالتغذية في الجامعات الأوروبية وأنشأت مخططات هرمية كلها تماثل مخطط كلية الصحة العامة بجامعة هارفارد. مع اختلاف بسيط، وهو أن جامعة هارفارد أضافت «الرياضة البدنية» في قاعدة هرمها (انظر المقال الإنجليزي).

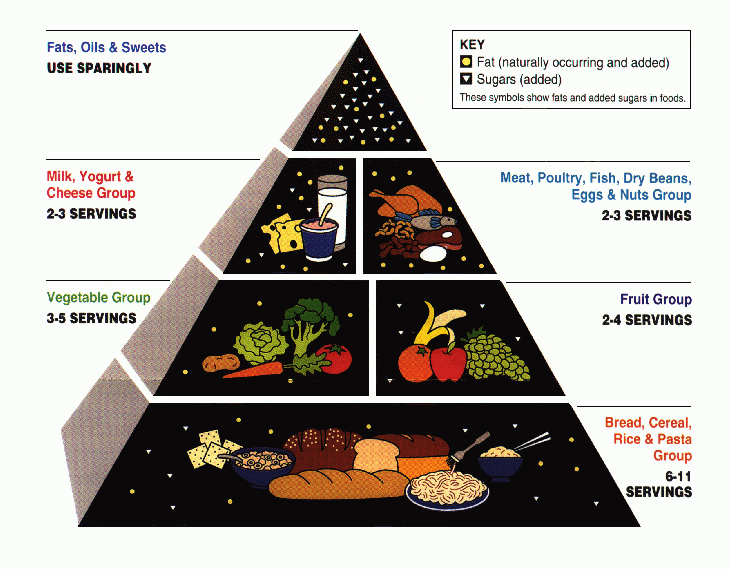
الهرم الغذائي. توزيع عدد الحفنات (ملئ اليد) Servings على اليوم.

نظرًا لعدم تمكننا من نقل مخطط هرم هارفارد للتغذية، نؤتي هنا الهرم الغذائي الذي أنشأته «وزارة الزراعة الأمريكية» في عام 1900 م. وهو يشبه إلى حد كبير مخطط هرم هارفارد.ويعطينا الهرم الغذائي كمية وأنواع المواد التي يحتاجها جسم الإنسان يوميا.
الهرم الغذائي الذي أنشأته «وزارة الزراعة الأمريكية» في عام 1900 م. ويعطينا الهرم الغذائي كمية وأنواع المواد التي يحتاجها جسم الإنسان يوميا

## خاصيات التغذية المتوازنة
يشترط في التغذية أن تكون متوازنة أي أن تكون: 
متنوعة: تتضمن جميع أصناف الأغذية (بانية وواقية وطاقية)
كافية: لتسد جميع حاجيات الجسم. 
وتضمن التغذية المتوازنة سد حاجيات الجسم كما وكيفا لتفادي الأمراض الناتجة عن سوءالتغذية، سواء الإفراط كالسمنة وتصلب الشرايين والسكري... أو أمراض العوز أو النقص الغذائيين كالكساح والكواشيوركور وفقر الدم... 
'تركيب وجبات غذائية متوازنة
يحتاج الفرد إلى تناول 3 وجبات (بالنسبة للبالغ) و 4 وجبات بالنسبة للمراهق وتتمثل في: 
وجبة الفطور: هي وجبة ضرورية أساسية تسد 4/1 حاجيات الجسم مثال: حليب أو فاكهة + خبز + مربى أو شاي + جبن أو لانشون.
الغذاء: هي وجبة مهمة ورئيسية تسد 2/1 حاجيات الجسم مثال: طبق سمكة أو لحم (120 جرام)+ خضر + سلطة + خبز أو أرز + فاكهة. 
اللمجة أو العصرونية: وجبة أساسية للطفل وللمراهق والحامل والمُرْضِع مثال: كعكة أو خبز + مربى + شاي أو حليب. 
وجبة العَشاء: وجبة خفيفة تكميلية يجب أن تكون سهلة الهضم مثال: حساء الخضر أو الزبادي أو جبن + خبز أو عجائن. 
المتغيرات المؤثرة على النظام الغذائي
تؤثر مجموعة من العوامل على النظام الغذائي مما يجعله يختلف من فرد لآخر بحسب العوامل الآتية: 
الحالة الفيزيولوجية: المرأة الحامل والمرضع بحاجة أكثر إلى الأغذية ألبانية والواقية لتزويد الجنين أو الرضيع بالعناصر الغذائية الضرورية لتكوين أعضائه وأنسجته ولضمان نمو الوليد أثناء الإرضــاع، في حين يجب تفادي الإفراط في السكَّريات والذهنيَّات. 
السن: تزداد الحاجيات اليومية في سن الطفولة والمراهقة، إذ يحتاج الطفل والمراهق أغذية بناءة غنية بالبروتينات، خاصة الحيوانية، بالإضافة إلى الأغذية الواقية، أما بالنسبة للمسن فينبغي أن يقلل من الأغذية الطاقية لانخفاض نشاطه البنائي. 
النشاط البدني (العضلي أو الفكري): كلما زادت نسبة إستهلاك الطاقة خلال النشاط العضلي أو النشاط الفكري كلما كانت الحاجة إلى الأغذية الطاقية أكبر. 
المناخ: يتطلب المناخ البارد استهلاك مزيد من الأغذية الطاقية الغنية بالدهنيات للمحافظة على درجة حـرارة الجسم (C°37)، في حين أن المناخ الحار يتطلب الإكثار من الأغذية الواقية والماء والمشروبات لتعويض الأملاح المعدنية والماء المفقود مـع العرق. 
الجنس: البنية العضلية للذكر أقوى منها عند الأنثى وهذا ما يجــعل الحاجيات الطاقية للذكر أكبر من الأنثى. 
الحالة الصحية: في حالة المرض المزمن (السكري، ارتفاع ضغط الدم، أمراض القلب) يخضع الفرد لنظام غذائي خاص تحت إشراف طبي، وكذلك في فترة النقاهة.

## الحاجيات الغذائية للمراهق والبالغ
حاجيات المراهق والمراهقة:
تتميز فترة المراهقة بالنمو السريع والذي يبتدئ ويتوقف عند الفتاة قبل الفتى كما أن معدل نمو الفتى يفوق معدل نمو الفتاة. 
حاجياتهما من البروتينات والأغذية الطاقية خلال هذه الفترة تكون كبيرة 
الحاجيات الطاقية للفتى أكبر منها عند الفتاة لأنه يقوم بأنشطة عضلية أكبر من تلك التي تقوم بها الفتاة، كما أنه يستمر في النمو إلى حدود 21 سنة، أما الفتاة فإنها تتوقف عن النمو عند سن حوالي 17 سنة. 
حاجيات البالغ:
تختلف حاجيات البالغ حسب الأنشطة التي يزاولها. 
يحتاج البالغ إلى كمية أقل من البروتينات عن المراهق، لأنه توقف عن النمو، لهذا فهو بحاجة إلى كتلة الصيانة (التجديد والترميم).

## نصائح
- يجب الاهتمام بشرب الماء 4 لتر يومياً للشخص البالغ.

- وبما أن التغذية المتوازنة هي التي تسد حاجيات الجسم كما وكيفا، فمن الواجب الحرص على تناول وجبات متنوعة دون إفراط أو تفريط مع احترام العوامل المؤثرة على الأنظمة الغذائية.

## خضار وفاكهة من جميع الألوان
ينصح بتناول أطعمة من جميع الألوان. فكل لون في الخضار والفاكهة يحتوي على نوع من المواد الملونة، التي تفيد جسم الإنسان وتحميه من التعرض لنقصان مادة ما تؤدي إلى مرضه. بعض تلك المواد التي تحمي جسم الإنسان تسمى مضادات تأكسد تحميه من مواد ضارة منتشرة في دورته الدموية. [بحاجة لمصدر]
يمكن اعتبار ألوان الخضروات كخريطة لغابة المواد الغذائية الحيوية. توجد مواد حيوية مرتبطة بألوان الخضروات والفاكهة، فمثلا مادة الفلافونويد تعطي لثمرة الجزر والعنب والطماطم والأناناس والخوخ والمشمش والبنجر والفلفل لونها الناصع. وكلما تنوعت ألوان الخضروات والفاكهة التي نأكلها كلما تنوعت موادها الحيوية التي تجعل جسم الإنسان مكتفيا بالمواد الحيوية الضرورية لمساعدة وظائف الجسم على القيام بمهامها في تقوية سلامة الجسم ووقايته من تبعات نقص فيها تؤدي إلى المرض.[بحاجة لمصدر]

### الأحمر
مادة ليكوبين وتوجد في البطيخ والفراولة والجريبفروت وانواع من التوت والطماطم تعطيها اللون الأحمر.
تلك المادة الغذائية تخفض من احتمال التعرض لامراض الدورة الدموية وهي مادة تمنع سرطان البروستاتا. وتناول ملعقة شوربة من معجون الطماطم يوميا يحمي الجسم من أشعة الشمس. كما أن البنجر الأحمر غني بالحديد وهو مهم للنساء الحوامل. 

### الأبيض
تساعد الخضروات البيضاء جلد الإنسان على تحمل ظروف البيئة. وتقوم المواد البيضاء الحارة بتنظيف الجسم وتقوي المناعة. توجد تلك المواد في الثوم والبصل والفجل. وتستفيد الرئة منها. وقد عرف قدماء المصريين والصينيون ذلك. كما تقوم المواد الموجودة في اسباراغ بتنقية سوائل الجسم وطرد الضار منها وتعمل على تنشيط انسجة الجسم وتهديء من عمل القلب والدورة الدموية. 
وقد توصل علماء التغذية في هولاندا إلى أن المرء الذي يكثر من تناول أطعمة بيضاء يخفض احتمال إصابته بسكتة دماغية إلى النصف.

### الأصفر
تقول الباحثة الغذائية الألمانية «سيلكه ريستيماير» أن مادة كاروتين الصفراء تحمي جسم الإنسان من الراديكالات الحرة. كذلك مادة كيرستين  الموجودة في المشمش والتفاح تبطل المفعول السيء للراديكلات الحرة في الجسم. تلك المواد الصفراء مضادة للالتهابات وتحمي من الجلطات والحساسية.
علاوة عل ذلك فتحتوي الخضروات الفاكهة الصفراء على فيتامين إي الذي ينشط أنسجة الجسم ويجدد الخلايا، فهو يفيد الجلد والأوعية الدموية ويجعلها مرنة. وقد عرف الصينيون من القديم فائدة الخضروات والفاكهة الصفراء مثل الأناناس والمشمش والفلفل الأصفر بالنسبة إلى المعدة والطحال وتأثيرها الحسن على عملية الهضم.

### الأخضر

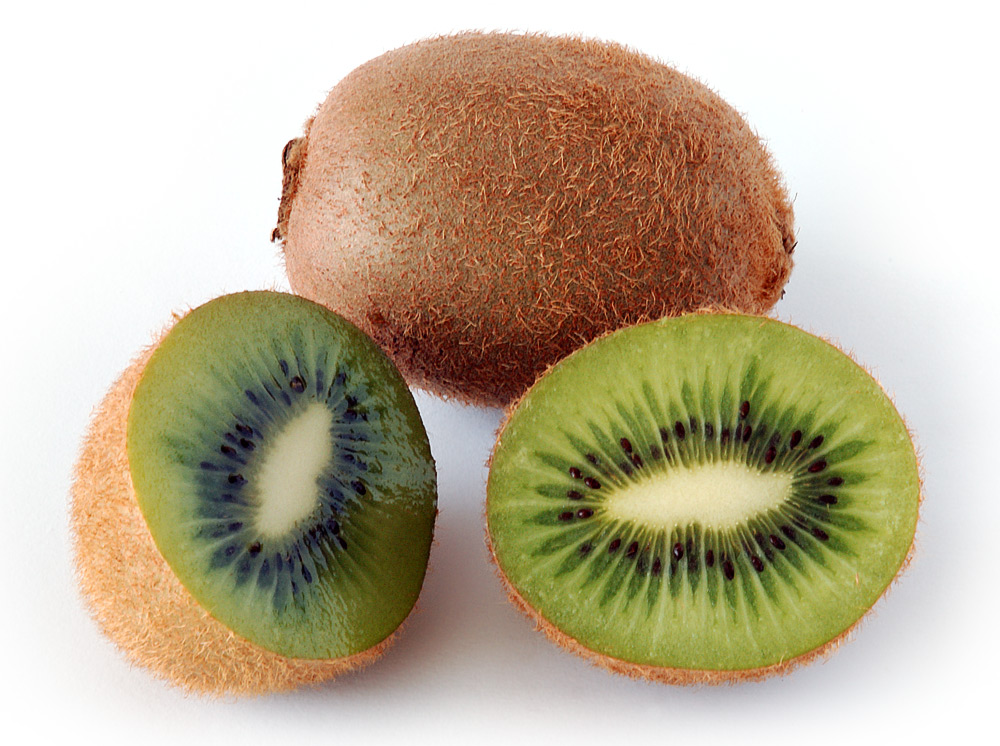
كيوي (نبات) حلو.

يحسن اللون الأخضر الموجود في الخضروات من خصائص الدم. فإن اليخضور يتقارب في تركيبه من تركيب الهيموجلوبين الموجود في الدم فهو يساعد على تنميته وبالتالي يساعد على تحسين تقبل الدم للأكسجين ويساعد على تنقية الدم من مواد ضارة.
الخضروات الخضراء مثل السبانخ والسلق والفلجل والجرجير والفاصوليا والكرنب تعمل على معادلة مواد ضارة وطردها من الجسم. فهي تطهر الجسم من الداخل وتقي الأمعاء. 
بالإضافة إلي ذلك فيحتوي الكلوروفيل على المغنسيوم وهو يوجد في البازلاء والفاصوليا الخضراء وثمار الكيوي، ويساعد المغنسيوم على نمو الشعر وسلامة الجلد والأظافر ونمو العضلات.

### البرتقالي
يحمي من السرطان. يتقارن وجود اللون البرتقالي في الخضروات والفاكهة مع الكروتينويد. وتبين الدراسات أن الناس الذين يتناولون اصعمة غنية بالكاروتينويد نادرا ما يعانون من أمراض القلب والأزمات القلبية كما ينخفض لديهم احتمال إصابتهم بمرض السرطان. 
يرجع تسمية ماد كرتينويد إلى وجودها في الجزر «كاروت» بالإنجليزية. وتوجد تلك المادة المفيدة في القرع والمانجو والبرتقال.
من محاسن مادة الكاروتينويد سهولة تحولها إلى فيتامين أ، ويعمل فيتامين إيه على تخفيض عمليات الأكسدة الضارة في الجسم وينظم تجدد الخلايا وعلاوة على ذلك فهو يقوي البصر.

## اقرأ أيضاً
- ألياف غذائية
- غذاء
- تغذية
- تخسيس
- تأثير اليويو
- سكر حر
- مياه معدنية
- سكتة دماغية
- كميات يومية إرشادية
- فيتامينات في خضروات وفاكهة
- مؤسسة الغذاء المناسب للدماغ
- 5 في اليوم